# Мулльше (комуна)
Комуна Мулльше (швед. Mullsjö kommun) — адміністративно-територіальна одиниця місцевого самоврядування, що розташована в лені Єнчепінг у південній Швеції.
Мулльше 248-а за величиною території комуна Швеції. Адміністративний центр комуни — місто Мулльше.

## Населення
Населення становить 7 070 чоловік (станом на вересень 2012 року). 
| Кількість населення комуни Мулльше за 1970-2010 роки | Кількість населення комуни Мулльше за 1970-2010 роки | Кількість населення комуни Мулльше за 1970-2010 роки | Кількість населення комуни Мулльше за 1970-2010 роки | Кількість населення комуни Мулльше за 1970-2010 роки |
| ---------------------------------------------------- | ---------------------------------------------------- | ---------------------------------------------------- | ---------------------------------------------------- | ---------------------------------------------------- |
| Рік                                                  |                                                      |                                                      | Населення                                            |                                                      |
| 1970                                                 | 1970                                                 |                                                      | 3 967                                                | 3 967                                                |
| 1975                                                 | 1975                                                 |                                                      | 5 097                                                | 5 097                                                |
| 1980                                                 | 1980                                                 |                                                      | 6 518                                                | 6 518                                                |
| 1985                                                 | 1985                                                 |                                                      | 7 011                                                | 7 011                                                |
| 1990                                                 | 1990                                                 |                                                      | 7 375                                                | 7 375                                                |
| 1995                                                 | 1995                                                 |                                                      | 7 332                                                | 7 332                                                |
| 2000                                                 | 2000                                                 |                                                      | 7 071                                                | 7 071                                                |
| 2005                                                 | 2005                                                 |                                                      | 7 087                                                | 7 087                                                |
| 2010                                                 | 2010                                                 |                                                      | 7 033                                                | 7 033                                                |
| Джерело: SCB                                         |                                                      |                                                      |                                                      |                                                      |

## Населені пункти
Комуні підпорядковано 2 міські поселення (tätort):
- Мулльше (Mullsjö)
- Сандгем (Sandhem)

## Галерея

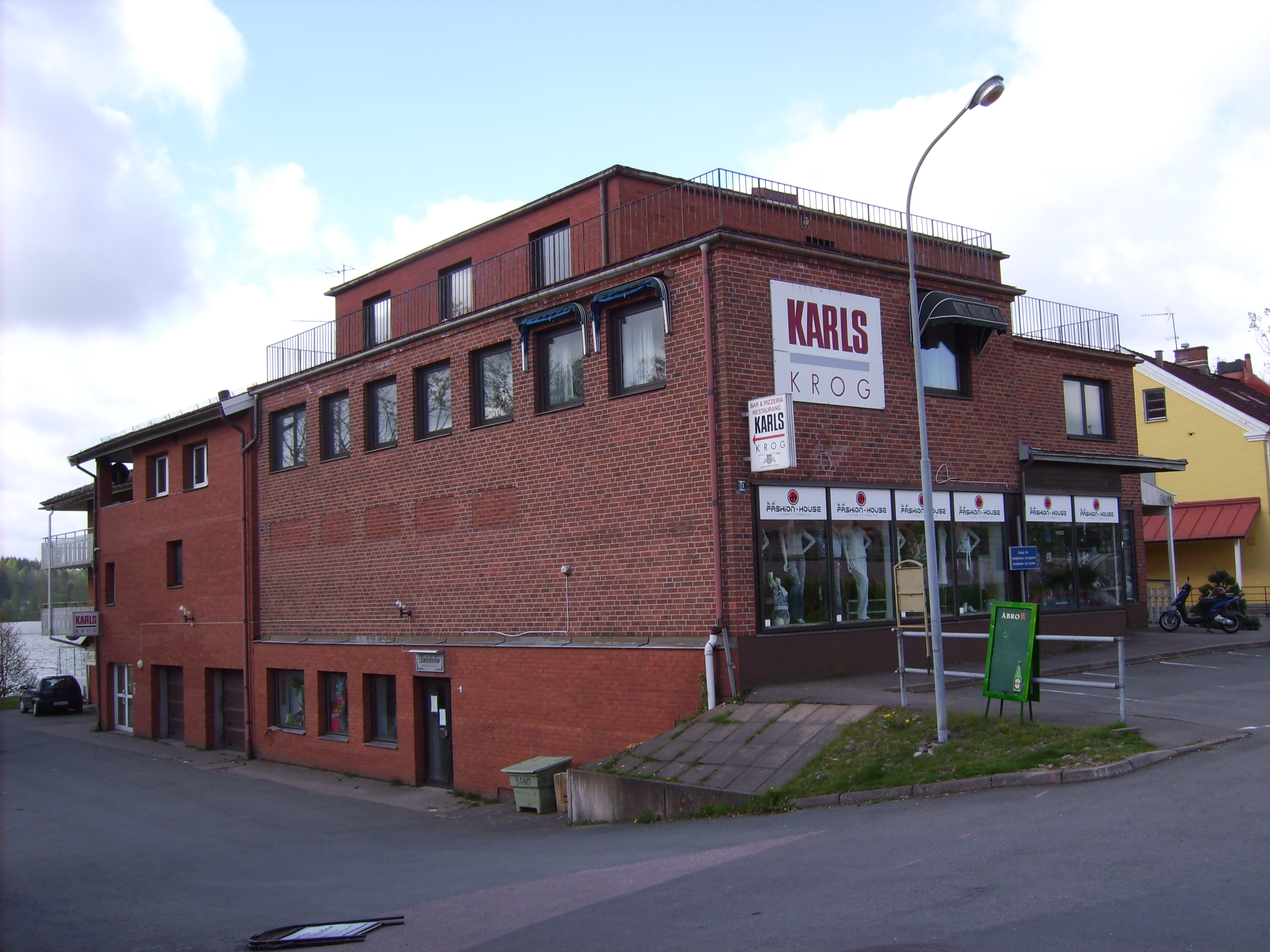
Мулльше
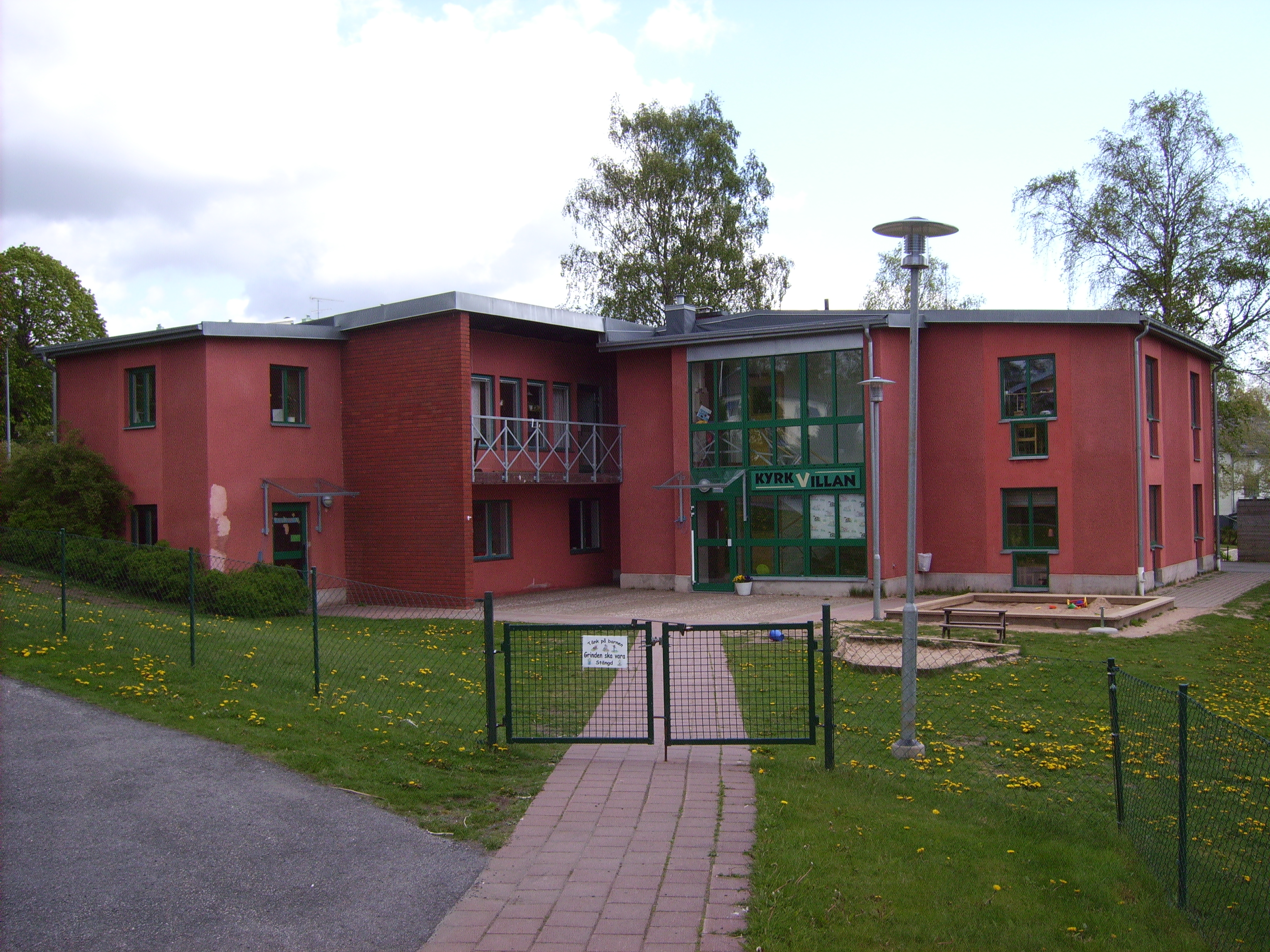
Церква (Мулльше)
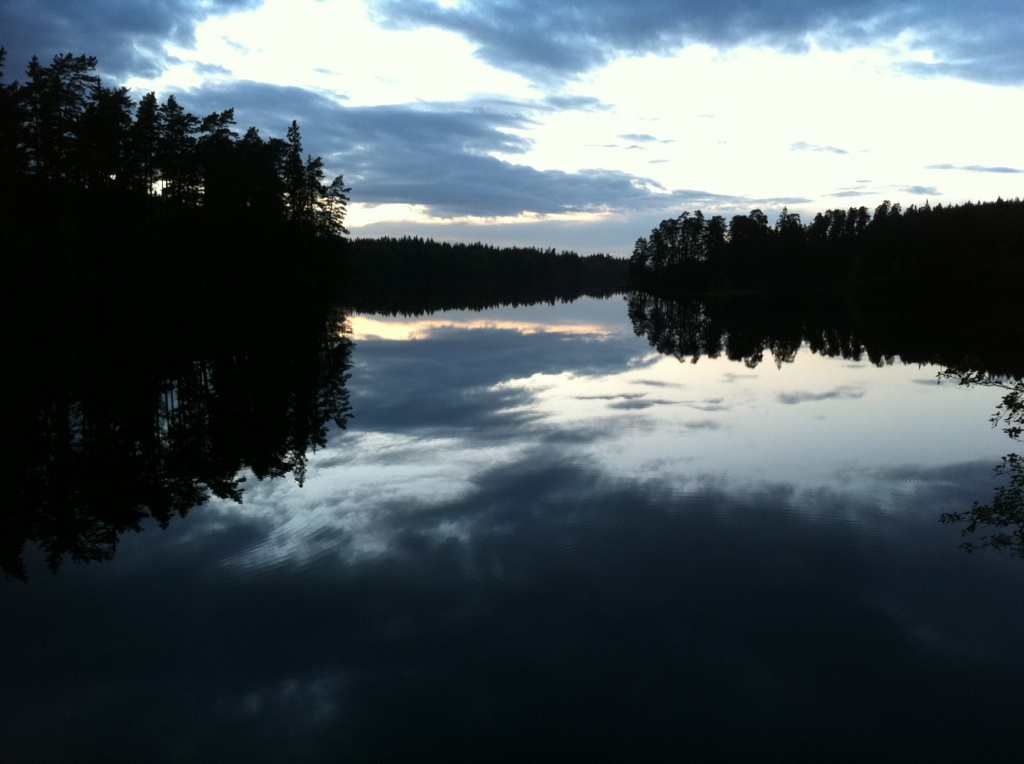
Озеро Строкен

## Виноски
1. ↑  Folkmangd i riket, lan och kommuner (шв.) . Центральне бюро статистики Швеції. Архів оригіналу за 20 серпня 2013. Процитовано 22 лютого 2013.